# Damernas sprint vid världsmästerskapen i skidskytte 2013
Damernas sprint vid skidskytte‐VM 2013 avgjordes lördagen den 9 februari 2013 med start klockan 16:15 (CET) i Nové Město na Moravě i Tjeckien.
Detta var damernas första individuella tävling på världsmästerskapen. Distansen var 7,5 km och det var som vanligt två skjutningar: liggande och stående. Man bestraffades med en straffrunda för varje missat skott. Straffrundan var ungefär 150 meter och tog vanligtvis ca 23–25 sekunder att åka.
Ukrainskan Olena Pidhrusjna blev världsmästare med drygt sex sekunders marginal till norskan Tora Berger. Pidhrusjnas landsmaninna Vita Semerenko blev VM-bronsmedaljör i sprint för andra året i rad.

## Tidigare världsmästare i sprint
| År   | Ort             | Mästare          |
| ---- | --------------- | ---------------- |
| 2007 | Antholz         | Magdalena Neuner |
| 2008 | Östersund       | Andrea Henkel    |
| 2009 | Pyeongchang     | Kati Wilhelm     |
| 2010 | Chanty-Mansijsk | Tävlades inte i  |
| 2011 | Chanty-Mansijsk | Magdalena Neuner |
| 2012 | Ruhpolding      | Magdalena Neuner |

## Resultat
| Placering | Namn                 | Land     | Tid     | Straffrundor (L + S) | Straffrundor (L + S) |
| --------- | -------------------- | -------- | ------- | -------------------- | -------------------- |
| 1         | Olena Pidhrusjna     | Ukraina  | 21.02,1 | 0                    | (0 + 0)              |
| 2         | Tora Berger          | Norge    | + 6,4   | 1                    | (0 + 1)              |
| 3         | Vita Semerenko       | Ukraina  | + 22,8  | 0                    | (0 + 0)              |
| 4         | Olga Zajtseva        | Ryssland | + 24,5  | 1                    | (0 + 1)              |
| 5         | Olga Viluchina       | Ryssland | + 25,3  | 0                    | (0 + 0)              |
| 6         | Miriam Gössner       | Tyskland | + 33,1  | 2                    | (2 + 0)              |
| 7         | Krystyna Pałka       | Polen    | + 34,5  | 1                    | (0 + 1)              |
| 8         | Ann Kristin Flatland | Norge    | + 35,5  | 0                    | (0 + 0)              |
| 9         | Kaisa Mäkäräinen     | Finland  | + 40,8  | 2                    | (2 + 0)              |
| 10        | Veronika Vítková     | Tjeckien | + 50,6  | 0                    | (0 + 0)              |